# Euscelis stictopterus
Euscelis stictopterus är en insektsart som beskrevs av Flor 1861. Euscelis stictopterus ingår i släktet Euscelis och familjen dvärgstritar. Inga underarter finns listade i Catalogue of Life.